# AS Velasca
Maillots
L’Associazione Sportiva Dilettantistica Velasca, plus connue sous le nom de l'AS Velasca, est un club italien de football œuvre d’art totale fondé en 2015 à Milan, par l’artiste franco-italien Wolfgang Natlacen ainsi que Marco De Girolamo, Karim Khideur, Loris Mandelli et Clément Tournus,.
Le club, inscrit au Comité olympique national italien (CONI) depuis 2015, évolue en 9e division de la Fédération italienne de football, il est composé exclusivement de joueurs amateurs.
Parallèlement, des artistes et créateurs venant du monde entier sont chargés d’inventer et transformer le club au cours des saisons. Cela va de la création des maillots aux accessoires en passant par l’identité visuelle et sonore du club.
Entreprise esthétique, œuvre d’art, le club est considéré par la FIFA comme « le club le plus artistique du monde »,,.
Un supporter collectionneur le définit comme 
« Ni un club de foot, ni une œuvre d'art, mais les deux en même temps » alors que le directeur sportif du club déclare « Nous sommes tout sauf une équipe de foot ».

## Histoire
En octobre 2014, fatigués par la tendance du football moderne, Loris Mandelli et Wolfgang Natlacen se lancent dans la fondation d’un nouveau club de football à Milan. Selon les deux fondateurs « le football est une forme d’art » et doit être pensé comme tel. L’expression artistique ne doit pas se limiter au terrain mais doit englober tout le club,,.
Le club voit le jour le 7 mai 2015 lors d’un casting sauvage sur le terrain de l’US Triestina 1946 de Milan qui deviendra par la suite le stade du Velasca.
L’association est créée officiellement le 9 mai 2015. Elle est présidée par Wolfgang Natlacen suivi de Loris Mandelli comme vice-président, puis ils sont rejoints par Marco De Girolamo (secrétaire), Karim Khideur (conseiller) et Clément Tournus (trésorier).
L’AS Velasca commence son parcours sportif en Open B du Centre sportif italien en octobre 2015.
En juin 2018, l’AS Velasca réalise son premier déplacement international à Metz en France pour jouer un match amical contre la Squadra Diaspora, projet artistique et footballistique de l’artiste messin d’origine italienne Paolo Del Vecchio. Le « match le plus artistique du monde » auquel participent aussi des joueurs professionnels dont Nicola Sansone est perçu comme un match de substitution à la suite de l’absence de l’Italie à la coupe du monde,.
En 2018, le Velasca passe de la ligue du Centre sportif italien à la Fédération italienne de football. En mai 2019, l’AS Velasca participe à la Coppa Pizzeria à Naples organisée par l’artiste Daniele Sigalot.
En juin 2019, l’AS Velasca s’envole en Afrique du Sud, à Soweto pour jouer un match amical contre le Soweto Stars sur le terrain en terre battue de Dobsonville (Soweto). Les deux clubs sont depuis jumelés et unis pour faire tomber toutes sortes de barrières.
En février 2020, le club est stoppé par l’épidémie de Coronavirus mais réussit à se démarquer grâce à sa narration et ses créations. « Le Velasca est le seul club qui joue sans ballon » déclarera Wolfgang Natlacen.
Depuis la fin de la pandémie, le Velasca a repris sa narration et a même connu une nette amélioration sur le plan sportif.

## Sponsors artistiques

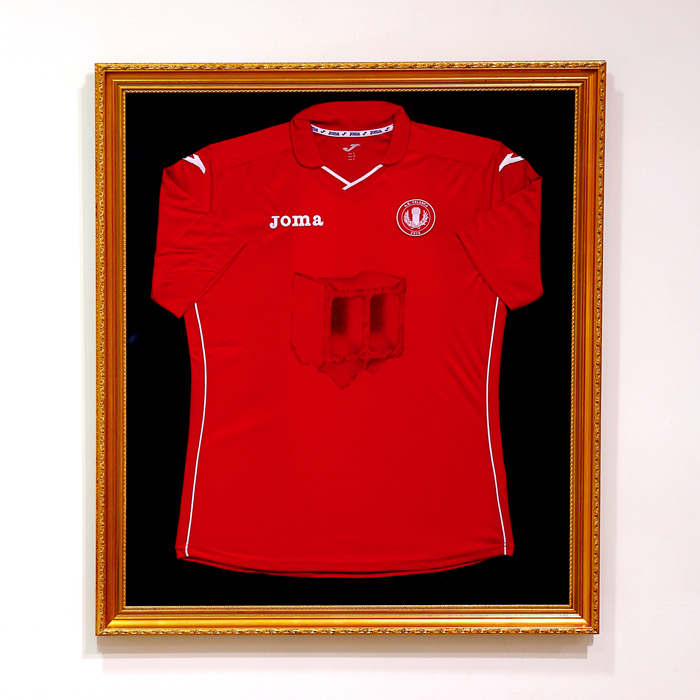
Maillot - 2015-16 (Artiste : Régis Sénèque)

L’A.S. Velasca a la particularité d’être « sponsorisé » chaque saison par un artiste différent.
L’artiste sponsor est chargé de dessiner les différents maillots de la saison ainsi que la carte du club.
En édition limitée (et numérotée depuis 2018), les maillots sont mis en vente afin de subvenir aux besoins artistiques du club. Le sponsor artistique devient en quelque sorte le mécène du club.
- 2015-2016 : Régis Sénèque (France)
- 2016-2017 : Zevs (France)
- 2017-2018 : Jiang Li (Chine)
- 2018-2019 : Pascale Marthine Tayou (Cameroun)
- 2019-2020 : Francesca Belgiojoso (Italie)
- 2020-2021 : Kendell Geers (Afrique du Sud)
- 2021-2022 : Joël Andrianomearisoa (Madagascar)
- 2022-2023 : Nada Pivetta (Italie)
- 2023-2024 : 75070 (Emmanuel Mousset et Woorim Moon) (France et Corée du Sud)
- 2024-2025 : Stephen Dean (France et États-Unis)

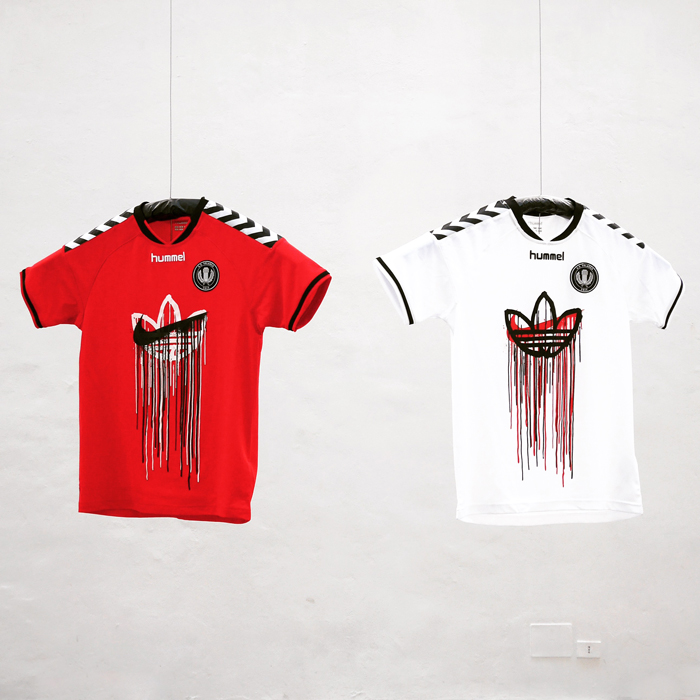
Maillot Domicile et extérieur - 2016-17 (Artiste : Zevs)
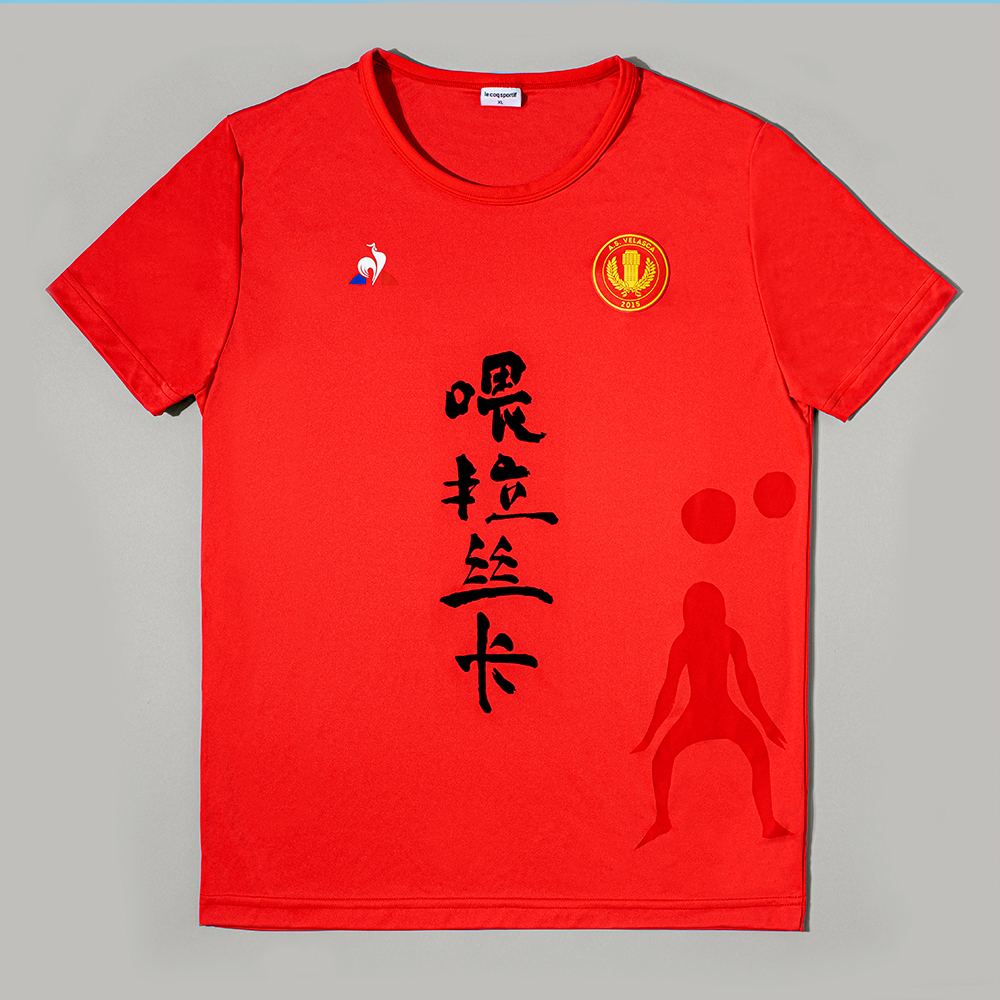
Maillot domicile - 2017-18 (Artiste : Jiang Li)
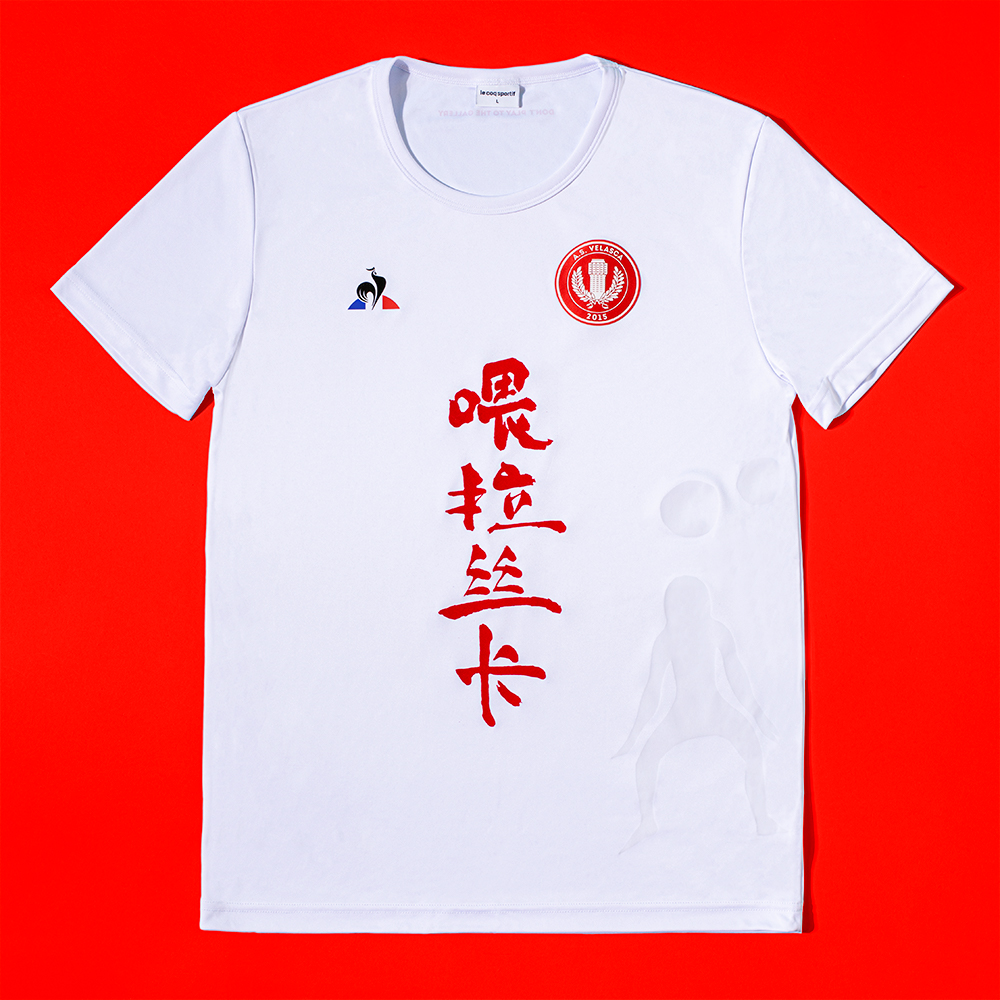
Maillot extérieur - 2017-18 (Artiste : Jiang Li)
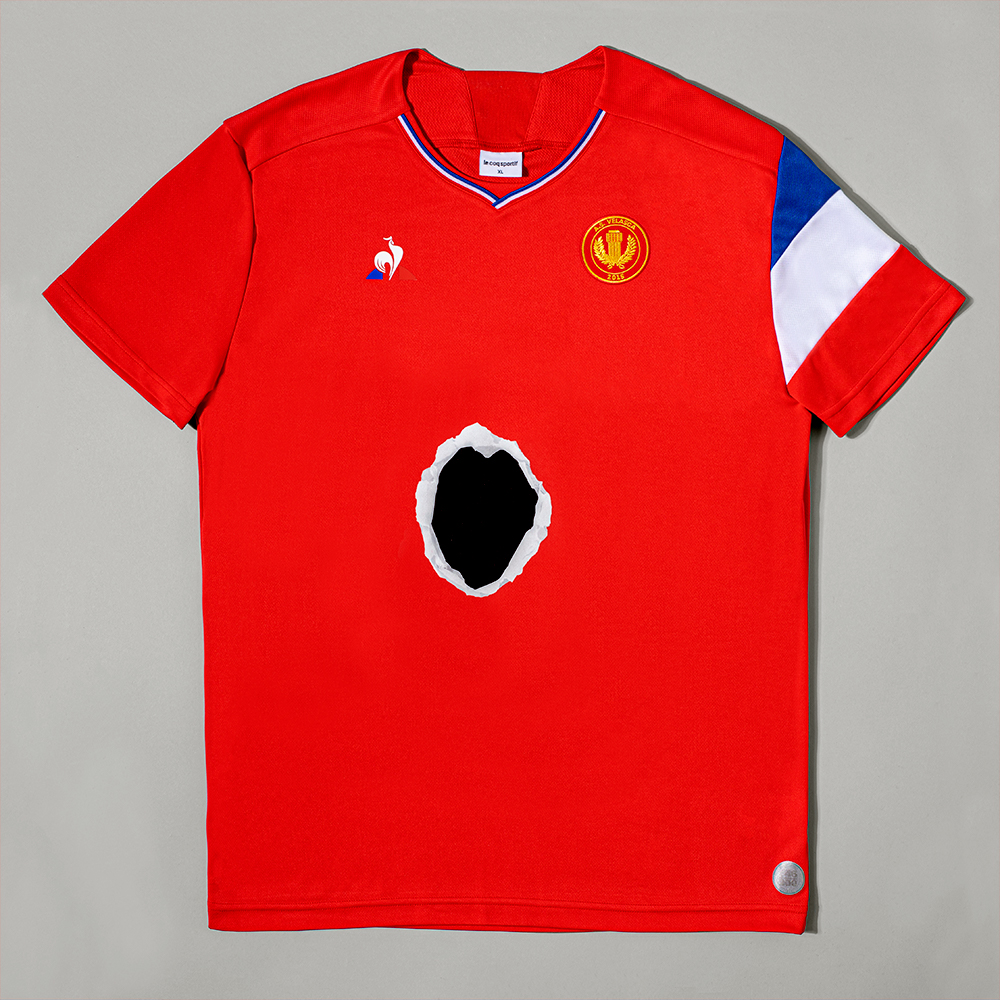
Maillot domicile - 2018-19 (Artiste - Pascale Marthine Tayou)
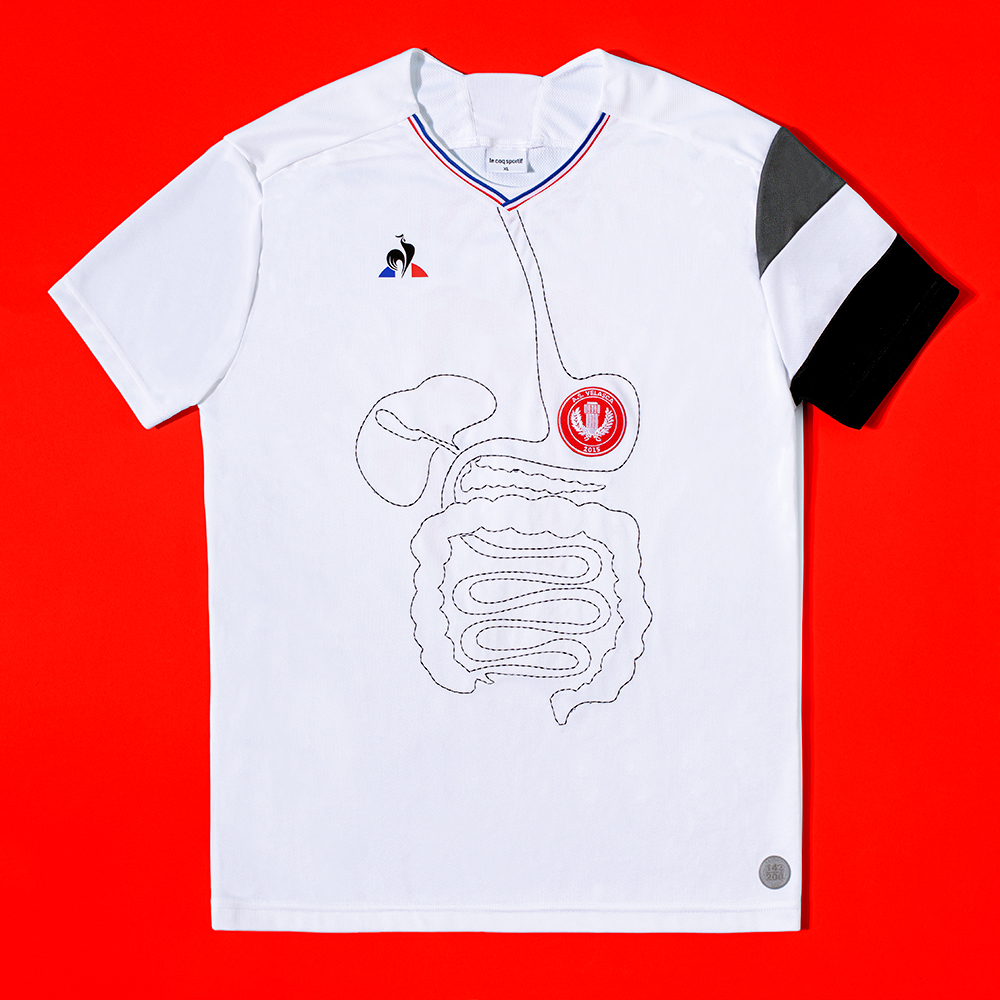
Maillot extérieur - 2018-19 (Artiste - Pascale Marthine Tayou)
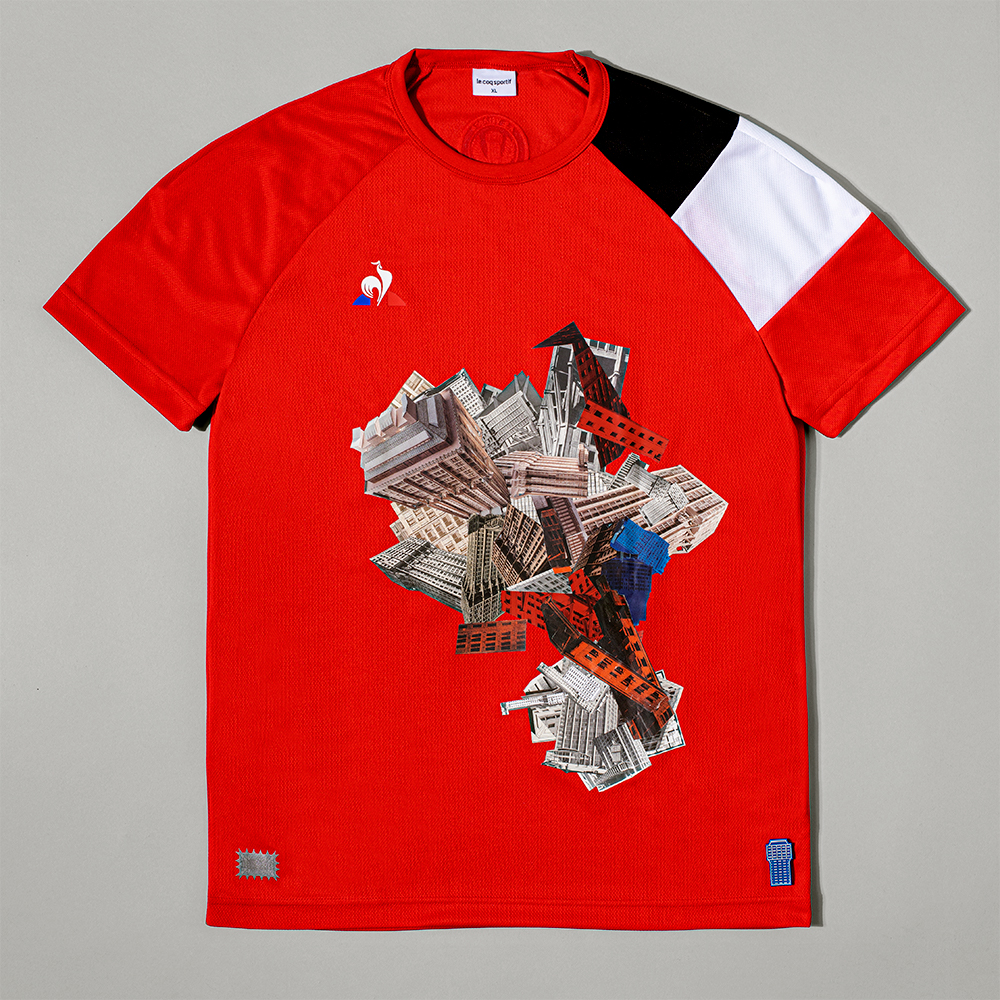
Maillot domicile - 2019-20 (Artiste - Francesca Belgiojoso)
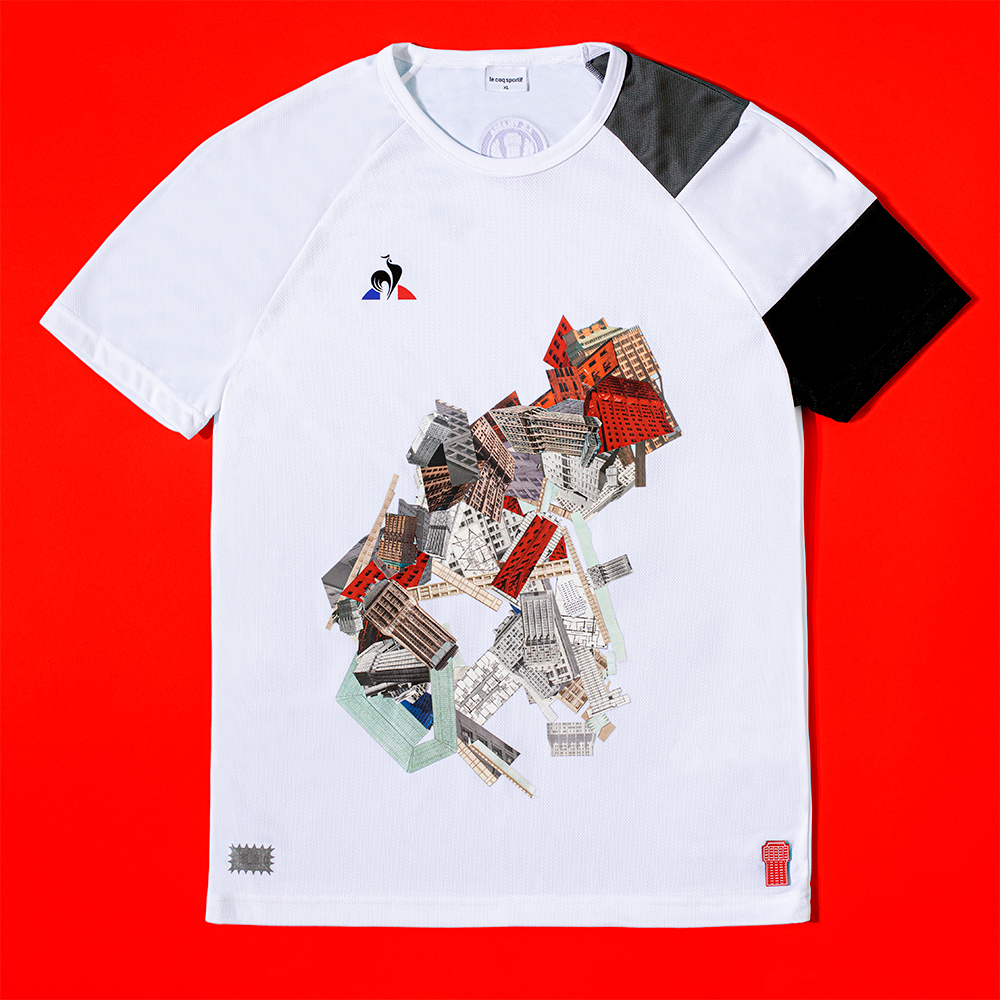
Maillot extérieur - 2019-20 (Artiste - Francesca Belgiojoso)

## Artistes
Tous les accessoires, appelés objets utiles, ainsi que l’identité sonore et visuelle du club sont confiés aux artistes.

### Objets utiles et multiples
Les artistes ayant participé à la création des accessoires du Velasca sont :
- Chasubles : 75070
- Protèges-tibias : Alessandro Belussi
- Filets « porte-bonheur » : Cazaentre & Nnoir
- Tambour « muet » : Annalisa Cuzzocrea
- Drapeaux de hors-jeu : Stephen Dean
- Drapeau pour tifo : Noël Fuzellier
- Drapeaux de coin : Kevin Jackson
- Coussin pour supporters (multiple) : JayOne
- Ex voto : Wolfgang Natlacen
- Tableau de substitution : Patrizia Novello
- Gourdes : Zhuo Qi
- Mascotte : Tamaya Sapey-Triomphe
- Pièce de monnaie de toss : Nada Pivetta
- Brassard de deuil : Eric Pougeau
- Carton jaune et carton rouge : David Shrigley
- Masque protecteur (multiple) : Thomas Signollet
- Brassard de capitaine : Joël Andrianomearisoa, Primavera De Filippi, Pascale Marthine Tayou, Patricia Waller
- Echarpes (multiples) : Thomas Wattebled
- Strapontin pour artiste : Thomas Wattebled

Les accessoires du Velasca ne sont pas mis en vente. Ils évoluent avec le temps. Toutefois, certains multiples, en accord avec le club et l'artiste, sont mis à la vente et destinés aux supporters.

### Identité sonore et visuelle
La narration du Velasca s'exprime notamment à travers les réseaux sociaux, Instagram. Les clips, affiches, jingles, photographies sont les fruits de collaborations artistiques avec de nombreux créateurs, musiciens, graphistes, auteurs.
Andrea Cernotto a écrit l’hymne chanté par Andrea Mazzacavallo (it) et harmonisé par Adrien Soleiman, Maxime Daoud et Pierre Antoine.
La photographe Susanna Pozzoli a immortalisé les membres fondateurs du Velasca.
Jessica Soffiati réalise les photos de groupe officielles depuis 2015.
Francesco Fioretto a conçu la typographie des saisons 2016-2017 et 2017-2018 ainsi que celle de la saison 2018-2019.
Naniii a dessiné les portraits des joueurs de la saison 2015-2016, Jean-Benoît Ugeux a photographié au sténopé les joueurs de la saison 2016-2017, Romina Bassu a peint les joueurs de la saison 2017-2018, Wolfgang Natlacen a filmé en Super 8 les joueurs de la saison 2018-2019, Grégor Mussner a sculpté les joueurs de la saison 2019-2020.
Le baryton Sergio Ladu, l’organiste Hampus Lindwall et le musicien Adrian Smith figurent aussi parmi les complices artistiques du Velasca.
Depuis la saison 2023-2024, une bande son pour match de football est en cours de composition. Brunhild Ferrari, Gavin Bryars et Jim O'Rourke figurent parmi les artistes qui ont participé.

### Tickets
Le Velasca estime que l’entrée au stade doit être libre ; les matchs à domicile sont gratuits.
C’est pour cela que depuis 2017, le club demande à ses supporters, artistes, complices de concevoir un ticket symbolique à partir d'un ticket vierge prédécoupé et perforé (Conqueror Diamond White Laid - 320 g. - 20,5 × 8,3 cm).

## Expositions
Le Velasca se dévoile lors d’un évènement d’ouverture pendant lequel les nouveaux maillots sont présentés et de clôture qui retrace la saison.
- 2015-2016 : Clôture à Espace Léon (Paris)
- 2016-2017 : Ouverture au Spazio O’ (Milan)
- 2016-2017 : Clôture : Point Éphémère (Paris)
- 2017-2018 : Ouverture à la Skip Gallery (Milan) : une benne à ordure rouge dans laquelle se trouvaient les nouveaux maillots a été parkée sous la tour Velasca, les joueurs étaient invités à s’y introduire pour pouvoir retirer leur kit [15]
- 2017-2018 : Clôture : Edicola Radetzky
- 2018-2019 : Ouverture dans un vieux tram circulant à travers les rues de Milan. Les maillots de Pascale Marthine Tayou étaient suspendus sur les rampes du tram [16]
- 2018-2019 : Clôture : Fondation du Doute (Blois)
- 2019-2020 : Ouverture en trois parties : les maillots de Francesca Belgiojoso ont été suspendus sur la façade délabrée de l’Istituto Marchiondi et au 22ème étage de la Tour Velasca. Le maillot extérieur était visible depuis le square juxtaposant l’Istituto Marchiondi et celui à domicile depuis le toit du Dôme de Milan sur lequel les joueurs et supporters pouvaient accéder munis de jumelles et d’un coussin de l’artiste JayOne. Un cocktail sous la tour Velasca clôturait l’évènement.
- 2020-2021 : Ouverture en péniche sur les Navigli (Milan)
- 2021-2022 : Ouverture dans un manège (Milan)
- 2021-2022 : Clôture : Le Port des Créateurs (Toulon)
- 2022-2023 : Ouverture dans l'abri antiaérien de Piazza Grandi (Milan)
- 2022-2023 : Clôture : exposition "FLUX & RE-FLUX... – Étude pour un art de divertissement" à la Fondation du Doute (Blois)
- 2023-2024 : Ouverture : les maillots ont été tamponnés par les joueurs du club au 17ème étage de la Tour Velasca ainsi qu'au Spazio Lampo (Milan)
- 2023-2024 : Clôture : exposition "Figure Libre" à la Galerie Le Minorelle (Marcq-en-Barœul)
- 2024-2025 : Ouverture : concert de l'organiste suédois Hampus Lindwall, dans l'Église Santa Maria Annunciata in Chiesa Rossa (Milan)

## Équipementiers
Après avoir longuement flirté avec Le Coq sportif, Hummel brûle la concurrence et sponsorise le Velasca lors de la saison 2016-2017. Mais à la suite de certains désaccords, la marque danoise et le club italien se séparent.
En septembre 2017, Le Coq sportif devient le sponsor technique du Velasca. Outre la donation du matériel technique, la fabrication des multiples pour supporters collectionneurs dont la vente revient entièrement au Velasca et un apport financier, la marque française donne une totale liberté au club.
| Période     | Équipementier  | Artiste                |
| ----------- | -------------- | ---------------------- |
| 2015 – 2016 | Aucun          | Régis Sénèque          |
| 2016 – 2017 | hummel         | Zevs                   |
| 2017 – 2018 | Le coq sportif | Jiang Li               |
| 2018 – 2019 | Le coq sportif | Pascale Marthine Tayou |
| 2019 – 2020 | Le coq sportif | Francesca Belgiojoso   |
| 2020 – 2021 | Le coq sportif | Kendell Geers          |
| 2021 – 2022 | Le coq sportif | Joël Andrianomearisoa  |
| 2022 – 2023 | Le coq sportif | Nada Pivetta           |
| 2023 – 2024 | Le coq sportif | 75070                  |
| 2024 – 2025 | Le coq sportif | Stephen Dean           |

## Résultats sportifs
Contrairement aux clubs blasonnés, la réputation du Velasca n’est pas due aux résultats sportifs.
| Saison    | Championnat                           | Classement         | Notes                                 |
| --------- | ------------------------------------- | ------------------ | ------------------------------------- |
| 2015-2016 | Open B Girone B - C.S.I.              | 9e sur 10 équipes  |                                       |
| 2016-2017 | Open B Girone C - C.S.I.              | 5e sur 10 équipes  |                                       |
| 2017-2018 | Open B Girone A - C.S.I.              | 3e sur 10 équipes  |                                       |
| 2018-2019 | 3a Categoria - L.N.D. comitato Milano | 13e sur 16 équipes |                                       |
| 2019-2020 | 3a Categoria - L.N.D. comitato Milano | 11e sur 14 équipes | Championnat suspendu à la 17e journée |
| 2020-2021 | 3a Categoria - L.N.D. comitato Milano | 7e sur 13 équipes  | Championnat arrêté à la 4e journée    |
| 2021-2022 | 3a Categoria - L.N.D. comitato Milano | 10e sur 13 équipes |                                       |
| 2022-2023 | 3a Categoria - L.N.D. comitato Milano | 10e sur 13 équipes |                                       |
| 2023-2024 | 3a Categoria - L.N.D. comitato Milano | 3e sur 16 équipes  |                                       |
| 2024-2025 | 3a Categoria - L.N.D. comitato Milano | 3e sur 16 équipes  |                                       |